# شركة الصين تايبينغ للتأمين القابضة المحدودة

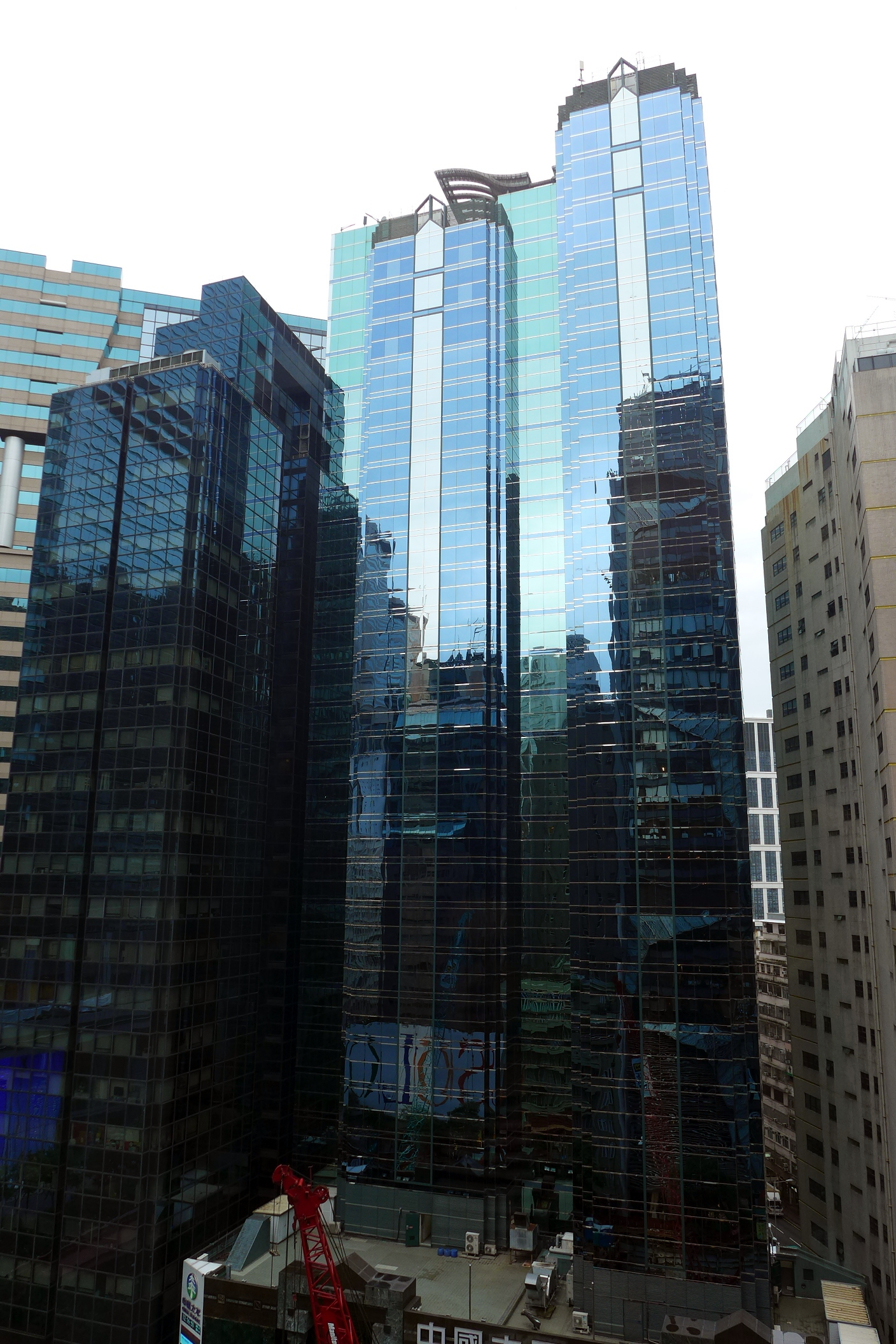
برج تشاينا تايبينغ: ناطحة سحاب ومقر شركة التأمين الصينية في هونغ كونغ

شركة الصين تايبينغ للتأمين القابضة المحدودة (CTIH) "سابقًا شركة التأمين الصينية الدولية القابضة المحدودة (CIIH)"، هي شركة تأمين صينية. تتمتع الشركة بخلفية قوية للحكومة المركزية الصينية على الرغم من تأسيسها في هونغ كونغ كانت تسمى بشركة الرقائق الحمراء. 

## روابط خارجية
- الموقع الرسمي